# Оруджев, Егор Алексеевич
Его́р Алексе́евич Ору́джев (род. 16 октября 1995, Санкт-Петербург) — российский автогонщик, выступает в Формуле Рено 3.5 с 2015 года.

## Карьера
Егор Оруджев впервые сел за руль карта на серьёзных соревнованиях в 2005 году (в 9 лет). Выступал в картинговых сериях до 2011 г. В 2012 году стал участником кольцевых гонок – Французской Формулы-4. В 2013 году перешёл в «двухлитровые» формулы: Формулу Рено 2.0 и Альпийскую Формулу Рено 2.0. Также участвовал в серии Тойота и Британской Формуле-3. С 2015 года выступает в Формуле Рено 3.5.

### Картинг
В 2005 году Егор занял третье место в классе Мини Первенства Запада и Северо-Запада России по картингу. В 2006 году стал вице-чемпионом России в классе Мини. В 2007 году стал бронзовым призёром первенства России в классе Ракет. Затем занял 6-е место в классе KF3 чемпионата Финляндии. В 2009 году стал финалистом чемпионата Европы в классе KF3. После завладел кубком в классе KF3 в Кубке России. В 2010 году победил в классе KF3 Winter Cup 2010. В 2011 году в серии WSK 2011, классе KF2 занял: 3 место в Евросерии, 3 место в Мастер-серии, 3 место Final Cup.

### Формула 4
В 2012 году Оруджев дебютировал в серии с открытыми колёсами, приняв участие во французской Формуле-4. Провёл 12 гонок, два раза побывал на подиуме.

### Формула Рено 2.0
В 2013 году принимал участие в Еврокубке Формула Рено 2.0 и Альпийской Формуле Рено 2.0. В Еврокубке в первом этапе Егор занял 2-е место, по итогам года занял седьмое место и был признан лучшим новичком сезона. В альпийской Формуле Renault 2.0 Оруджев дважды поднимался на подиум и завершил сезон на пятом месте.
В 2014 году продолжил выступать в Еврокубке Формулы Рено 2.0.

### Серия Тойота
В межсезонье 2014 Оруджев принимал участие в новозеландской гоночной серии Тойота за M2 Competition. Выиграл три гонки сезона и ещё 5 раз побывал на подиуме.

### Британская Формула-3
В 2014 году Оруджев дебютировал в Британской Формуле 3, выступаю за команду Carlin. Выиграл гонку на трассе Сильверстоун.

### Формула Рено 3.5
В сезоне 2015 Оруджев выступает в Формуле Рено 3.5 за команду Arden. Одержал две победы в чемпионате.

## Результаты выступлений

### Гоночная карьера
| Сезон | Серия                       | Команда            | Гонки | Победы | Поулы | Подиумы | Очки | Место |
| ----- | --------------------------- | ------------------ | ----- | ------ | ----- | ------- | ---- | ----- |
| 2012  | Французская Формула-4       | Autosport Academy  | 12    | 0      | 0     | 2       | 75   | 10    |
| 2012  | Формула Рено 2.0            | Fortec Motorsports | 2     | 0      | 0     | 0       | –    | –     |
| 2012  | Альпийская Формула Рено 2.0 | AV Formula         | 2     | 0      | 0     | 0       | 0    | 45    |
| 2013  | Формула Рено 2.0            | Tech 1 Racing      | 14    | 0      | 0     | 1       | 78   | 7     |
| 2013  | Альпийская Формула Рено 2.0 | Tech 1 Racing      | 14    | 0      | 1     | 2       | 75   | 5     |
| 2013  | Формула Рено 2.0 Pau Trophy | Tech 1 Racing      | 1     | 0      | 0     | 1       | н/д  | 2     |
| 2014  | Серия Тойота                | M2 Competition     | 15    | 3      | 1     | 8       | 595  | 6     |
| 2014  | Британская Формула-3        | Carlin Motorsport  | 3     | 1      | 0     | 1       | 26   | 12    |
| 2014  | Формула Рено 2.0            | Tech 1 Racing      | 14    | 0      | 0     | 3       | 83   | 8     |
| 2014  | Альпийская Формула Рено 2.0 | Tech 1 Racing      | 6     | 0      | 0     | 2       | –    | –     |
| 2015  | Формула Рено 3.5            | Arden Motorsport   | 17    | 2      | 0     | 4       | 133  | 5     |

### Результаты в Формуле Рено 3.5
| Сезон | Команда | 1          | 2        | 3       | 4        | 5       | 6     | 7        | 8        | 9          | 10      | 11      | 12      | 13      | 14      | 15      | 16      | 17      | Место | Очки |
| ----- | ------- | ---------- | -------- | ------- | -------- | ------- | ----- | -------- | -------- | ---------- | ------- | ------- | ------- | ------- | ------- | ------- | ------- | ------- | ----- | ---- |
| 2015  | Arden   | АРА 1 сход | АРА 2 18 | МОН 1 4 | СПА 1 10 | СПА 2 9 | ХУН 1 | ХУН 2 11 | РБР 1 11 | РБР 2 сход | СИЛ 1 7 | СИЛ 2 6 | НЮР 1 9 | НЮР 2 5 | Л-М 1 2 | Л-М 2 1 | ХЕР 1 2 | ХЕР 2 7 | 5     | 133  |